# 2003년 삼성 라이온즈 시즌
2003년 삼성 라이온즈 시즌은 삼성 라이온즈가 KBO 리그에 참가한 22번째 시즌이다.
김응용 감독이 팀을 이끈 3번째 시즌이며, 김한수가 주장을 맡았다. 팀은 8팀 중 정규시즌 3위에 오르며 7년 연속으로 포스트시즌에 진출했다.
5월 이후 엘비라의 부상으로 인한 퇴출, 임창용의 간통파문 등으로 인해 선발 로테이션이 붕괴되며 마운드 전체가 흔들렸고 김응용 감독과 유남호 수석코치의 불협화음까지 겹쳐 말 그대로 설상가상"의 상태였다.
유남호 코치는 2003년 6월 삼성을 떠났다가 다음 해 친정 기아로 돌아왔는데 1996년 해태 타이거즈 하와이 항명 사건 당시 코치진-선수들 사이의 갈등에서의 중심이었던 것이 크게 발동했고 사건의 주동자였던 송유석 이순철 조계현 정회열 이건열이 1996년부터 1997년까지 다른 팀으로 이적하거나 쓸쓸히 은퇴했지만 김정수는 어느 정도 사건 수습을 한 터라 오랫동안 살아남았다. 이 탓인지 2000년 김응용 감독의 추천을 통해 SK 와이번스 유니폼을 입었다.
엘비라의 대체용병으로 데려온 라이언이 제 역할을 못 한데다 용병 브리또마저 시즌 막판 무릎부상으로 시즌아웃당했고 잦은 비로 상승세를 이어가기 힘들었다. 또한 시즌 막판 대구 하계 유니버시아드 대회 때문에 10일동안 피곤한 원정길에 오르는 등 '운'도 지독히 따르지 않았다. 그로 인해 시즌 막판 기아에 정규리그 2위를 내줬다.
엘비라 퇴출 후 좌완 중간계투로 뛴 전병호가 선발로  보직을 변경했다.
그 결과  준플레이오프에서 SK 와이번스를 상대로 1, 2차전 모두 한 점 차로 지며 스윕을 당해 탈락했다. 
이후 SK 와이번스가 한국시리즈 준우승을 차지함에 따라 삼성의 최종 순위는 4위가 되었다.
강기웅 은퇴 후 정경배가 연타석 만루홈런을 치는 등  2루수 자리를 차지했으나 그다지 수비에서 좋은 성적을 보이지 못하고 SK로 트레이드된 후 박정환 고지행 김재걸 등으로 2루수 자리를 돌려막기할 정도로 공수겸비 2루수 부재에 시달리기도 했다.

## 타이틀
- 영구결번 지정: 이만수 (22)
- 아시아 야구 선수권 대회 3위: 임창용, 김진웅, 진갑용, 이승엽, 박한이
- KBO MVP: 이승엽
- KBO 골든글러브: 이승엽 (1루수), 김한수 (3루수), 양준혁 (외야수)
- 매직글러브: 이승엽 (1루수), 김한수 (3루수)
- 일구상 투수 신인상: 권혁
- 일구상 감사패: 신필렬
- 올스타 선발: 임창용 (투수), 진갑용 (포수), 이승엽 (1루수), 브리또 (유격수), 김한수 (3루수), 양준혁 (외야수), 박한이 (외야수), 강동우 (외야수), 마해영 (지명타자)
- 올스타전 추천선수: 노장진
- 컴투스프로야구2022 타이틀홀더 라인업: 김현욱 (구원투수), 진갑용 (포수)
- 컴투스프로야구 00년대 올스타: 이승엽 (1루수)
- 컴투스프로야구 선정 최강의 클린업: 이승엽, 마해영, 양준혁
- 출장(타자): 양준혁, 박한이 (133)
- 출장(야수): 박한이 (132)
- 선발 출전(야수): 박한이 (130)
- 타석: 박한이 (612)
- 실질타석: 박한이 (603)
- 타수: 박한이 (528)
- 득점: 이승엽 (115)
- 안타: 박한이 (170)
- 홈런: 이승엽 (56)
- 루타: 이승엽 (335)
- 타점: 이승엽 (144)
- 선발등판: 배영수 (30)
- 멀티히트: 박한이 (53)
- 장타: 이승엽 (79)
- 순장타율: 이승엽 (0.399)
- 수비이닝: 박한이 (1149)

### 퓨처스리그
- 출장(타자): 김승관 (65)
- 남부리그 타석: 김승관 (268)
- 남부리그 타수: 김승관 (235)
- 남부리그 장타율: 조동찬 (0.555)
- 남부리그 OPS: 조동찬 (0.964)
- 남부리그 안타: 김승관 (64)
- 3루타: 강명구, 조동찬 (5)
- 홈런: 김승관 (13)
- 타점: 김승관 (45)
- 완투: 김문수 (2)

## 선수단
- 선발투수: 임창용, 김진웅, 배영수, 라이언, 엘비라, 김문수
- 구원투수: 김현욱, 오상민, 전병호, 강영식, 권오준, 권오원, 권혁, 라형진, 이준, 이정호, 노병오, 임동규, 지승민, 안지만
- 마무리투수: 노장진, 정현욱, 문남열
- 포수: 진갑용, 이준민, 현재윤
- 1루수: 이승엽
- 2루수: 고지행, 박정환, 강명구, 조동찬, 김재걸
- 유격수: 브리또, 손주인
- 3루수: 김한수
- 좌익수: 양준혁, 이태호, 김종훈
- 중견수: 박한이, 임재철
- 우익수: 강동우, 장영균
- 지명타자: 마해영, 심성보, 김승관, 곽용섭

## 특이 사항
- 이승엽은 전반기 37홈런으로 KBO 리그 단일 시즌 전반기 최다 기록을 세웠다.
- 이승엽은 56개의 홈런을 쳐 역대 단일 시즌 최다 홈런 기록을 세웠다.
- 팀은 개막 10연승을 달리며 이 부문 역대 공동 1위를 달성했다(2022년 SSG 랜더스와 함께 공동 1위).
- 이승엽은 당시 KBO 리그 내 최고 연봉자였다.
- 임창용은 올스타전에 선발 등판했는데 수비 도움을 받지 못해 2이닝 4실점 비자책으로 패전 투수가 되었다. 이로써 임창용은 KBO 올스타전 사상 가장 큰 실점과 자책점의 차이를 기록한 투수가 되었다.
- 이승엽은 개인 통산 4번째로 단일 시즌 100타점-100득점을 달성했다.
- 전병호는 이 시즌 월요일 경기 2홀드로 KBO 리그 역대 단일 시즌 월요일 경기 최다 기록을 세웠다.
- 이승엽은 1997년부터 이때까지 7년 연속으로 매직글러브를 수상하여 매직글러브 최다 연속 수상 기록과 최다 수상 기록을 가지고 있다.
- 이만수는 김영신을 제외하면 KBO 리그 역대 영구결번 선수 중 한국시리즈 우승 경력이 없는 첫 선수다. 다만 1985년 한국시리즈 없이 통합 우승을 달성한 경력은 있다.
- 이승엽은 이 시즌을 끝으로 KBO 리그를 잠시 떠나 KBO 역대 20대 타자 통산 최고 WAR(53.18) 기록을 세웠다.
- 라이언은 이 시즌을 끝으로 KBO 리그를 떠나 KBO 리그 외국인 투수 통산 포스트시즌 최고 피OPS(2.250) 기록을 세웠다.

## 같이 보기
- 2008년 삼성 라이온즈 시즌